# Liste der denkmalgeschützten Objekte in Železný Brod
Grundlage dieser Liste der denkmalgeschützten Objekte in Železný Brod ist die ÚSKP-Liste (Ústřední seznam kulturních památek České republiky, deutsch Zentrale Liste der Kulturdenkmäler der Tschechischen Republik), die von der tschechischen Denkmalschutzbehörde NPÚ (Národní památkový ústav, deutsch Nationale Denkmalbehörde) seit 1987 geführt wird und an die seit dem Jahr 1850 geschaffenen Listen anschließt.
Denkmalgeschützte Objekte in Železný Brod nach Ortsteilen.

## Železný Brod (Eisenbrod)
Der Ortsteil Trávníky der Stadt Železný Brod ist 1995 zu einem dörflichen Denkmalreservat erklärt worden.

### Železný Brod-střed (Zentrum und Trávníky)
| Lage                                                                         | Objekt                               | Beschreibung | ÚSKP-Nr.                  | Bild           |
| ---------------------------------------------------------------------------- | ------------------------------------ | --- | ------------------------- | -------------- |
| Železný Brod, náměstí 3. května (Standort)                                   | Brunnen mit Marienstatue             | Brunnen mit Marienstatue | 33574/5-142 Info Katalog  | weitere Bilder |
| Železný Brod, náměstí 3. května 37, an der Nordseite des Platzes (Standort)  | Sparkasse und Museum                 | Sparkassen-Gebäude (1936), Architekten: Jindřich Freiwald und Jaroslav Böhm. Das zweistöckige Eckgebäude der Sparkasse mit unregelmäßigem Grundriss und Flachdach steht auf dem nordöstlichen Teil des Platzes. Die Eingangsfassade bildet eine Art Risalit und stellt den Übergang zur konservierten Fassade des Blockhauses „Klemencovsko“ her. Der mittlere Teil mit den Eingängen zum Sparkassenfoyer und zum Museum ist mit Arkaden versehen, die sich über die vorgelagerte Treppe und die Terrasse erstrecken und mit zwei allegorischen Skulpturen ausgestattet sind, ein Glasmacher (von Jaroslav Brychta) und eine Sparerin (von Ladislav Přenosil). Ursprünglich war nur die Fassade des Blockhauses Klemencovsko geschützt, das im Bereich der Sparkasse stand. Seit dem 23. November 2018 stehen auch das Museum und die Sparkasse unter Denkmalschutz. | 15041/5-121 Info Katalog  | weitere Bilder |
| Železný Brod, náměstí 3. května 200, an der Südseite des Platzes (Standort)  | Hotel Cristal                        | Hotel Cristal | 104833 Info Katalog       | weitere Bilder |
| Železný Brod, Křížová 76 (Standort)                                          | Haus Nr. 76                          | Ackerbürgerhaus – Blockhaus | 101550 Info Katalog       | weitere Bilder |
| Železný Brod, Jirchářská 61 (Standort)                                       | Haus Nr. 61                          | Ackerbürgerhaus – Blockhaus | 101518 Info Katalog       | weitere Bilder |
| Železný Brod, U Valchy 82, am Abzweig nach Běliště (Standort)                | Haus Nr. 82                          | Ackerbürgerhaus, am Abzweig von der Štefánikova-Straße zum Museum Běliště. | 100909 Info Katalog       | weitere Bilder |
| Železný Brod, U Valchy 32, am Abzweig nach Běliště (Standort)                | Blockhaus Huškovsko                  | Ackerbürgerhaus – Blockhaus Huškovsko, am Abzweig von der Štefánikova-Straße zum Museum Běliště. | 35429/5-145 Info Katalog  | weitere Bilder |
| Trávníky                                                                     |                                      | |                           |                |
| Železný Brod (Trávníky), Malé náměstí (Standort)                             | Brunnen                              | Brunnen (alternative Adresse: Trávníky – Malý rynek) | 27499/5-124 Info Katalog  | weitere Bilder |
| Železný Brod (Trávníky), Malé náměstí 45, Jirchářská (Standort)              | Haus Knopovsko                       | Bürgerhaus Knopovsko | 33209/5-123 Info Katalog  | weitere Bilder |
| Železný Brod (Trávníky), Malé náměstí čp. 68, Železná, Jirchářská (Standort) | Haus Nr. 68                          | Bürgerhaus | 104990 Info Katalog       | weitere Bilder |
| Železný Brod (Trávníky), Malé náměstí 69, Železná (Standort)                 | Haus Nr. 69                          | Bürgerhaus | 105537 Info Katalog       | weitere Bilder |
| Železný Brod (Trávníky), Malé náměstí 111 (Standort)                         | Blockhaus Jechovsko                  | Ackerbürgerhaus – Blockhaus Jechovsko | 35918/5-122 Info Katalog  | weitere Bilder |
| Železný Brod (Trávníky), Malé náměstí 141 (Standort)                         | Haus Nr. 141                         | Bürgerhaus | 101215 Info Katalog       | weitere Bilder |
| Železný Brod (Trávníky), Malé náměstí, unterhalb der Kirche (Standort)       | Fleischbänke                         | Fleischbänke | 20353/5-3542 Info Katalog | weitere Bilder |
| Železný Brod (Trávníky), Malé náměstí, Františka Balatky 132 (Standort)      | Kirche des hl. Jakobus mit Pfarrhaus | Kirche des hl. Jakobus mit Pfarrhaus Nr. 132, Friedhof, Sühnekreuz, Beinhaus, Umfassungsmauer, Garten, Glockenturm, Treppenanlage mit Heiligenstatuen (alternative Adresse: Trávníky – Malý rynek) | 19958/5-117 Info Katalog  | weitere Bilder |
| Železný Brod (Trávníky), Františka Balatky 131 (Standort)                    | Haus Nr. 131                         | Ackerbürgerhaus – Blockhaus | 18260/5-4809 Info Katalog | weitere Bilder |
| Železný Brod (Trávníky), Františka Balatky 129 (Standort)                    | Haus Nr. 129                         | Ackerbürgerhaus – Blockhaus | 30375/5-139 Info Katalog  | weitere Bilder |
| Železný Brod (Trávníky), Františka Balatky če. 85 (Standort)                 | Haus Nr. 85                          | Ackerbürgerhaus – Blockhaus (urspr. Nr. 153) | 34731/5-138 Info Katalog  | weitere Bilder |
| Železný Brod (Trávníky), Františka Balatky 154 (Standort)                    | Haus Nr. 154                         | Ackerbürgerhaus – Blockhaus | 21610/5-137 Info Katalog  | weitere Bilder |
| Železný Brod (Trávníky), Hluboká če. 84 (Standort)                           | Bauernhaus Folkertovsko              | Bauernhaus Folkertovsko – Blockhaus | 36491/5-144 Info Katalog  | weitere Bilder |
| Železný Brod (Trávníky), Hluboká 220 (Standort)                              | Haus Nr. 220                         | Ackerbürgerhaus – Blockhaus | 22459/5-130 Info Katalog  | weitere Bilder |
| Železný Brod (Trávníky), Hluboká 207 (Standort)                              | Haus Nr. 207                         | Ackerbürgerhaus – Blockhaus | 18130/5-131 Info Katalog  | weitere Bilder |
| Železný Brod (Trávníky), Hluboká 262 (Standort)                              | Blockhaus Grossovsko                 | Ackerbürgerhaus – Blockhaus Grossovsko | 39937/5-126 Info Katalog  | weitere Bilder |
| Železný Brod (Trávníky), Hluboká 157 (Standort)                              | Haus Nr. 157                         | Ackerbürgerhaus – Blockhaus. Das Gebäude war mit seiner Holzkonstruktion, der Form des vorderen Giebels, des Daches und einer Reihe wertvoller Details eines der am besten erhaltenen Gebäude der Region. Es wurde im Dezember 2015 abgerissen. | 22482/5-132 Info Katalog  | weitere Bilder |
| Železný Brod (Trávníky), V Trávníkách 120, Hluboká (Standort)                | Haus Nr. 120                         | Ackerbürgerhaus – Blockhaus | 20695/5-4808 Info Katalog | weitere Bilder |
| Železný Brod (Trávníky), V Trávníkách 158 (Standort)                         | Haus Nr. 158                         | Ackerbürgerhaus – Blockhaus | 39031/5-134 Info Katalog  | weitere Bilder |
| Železný Brod (Trávníky) Nr. 177, bei der ul. Zahradnická (Standort)          | Haus Nr. 177                         | Ackerbürgerhaus | 15260/5-133 Info Katalog  | weitere Bilder |
| Železný Brod (Trávníky), Zahradnická 191 (Standort)                          | Haus Nr. 191                         | Ackerbürgerhaus – Blockhaus | 21407/5-129 Info Katalog  | weitere Bilder |
| Železný Brod (Trávníky), Zahradnická 204 (Standort)                          | Haus Nr. 204                         | Ackerbürgerhaus – Blockhaus | 23161/5-135 Info Katalog  | weitere Bilder |
| Železný Brod (Trávníky), Zahradnická 242 (Standort)                          | Blockhaus Vélovsko                   | Ackerbürgerhaus – Blockhaus Vélovsko | 29988/5-125 Info Katalog  | weitere Bilder |
| Železný Brod (Trávníky), Zahradnická 119 (Standort)                          | Haus Nr. 119                         | Bürgerhaus | 29441/5-136 Info Katalog  | weitere Bilder |

### Těpeřská stráň (westliche Vorstadt)
| Lage                                                | Objekt                                                  | Beschreibung                                                                            | ÚSKP-Nr.                 | Bild           |
| --------------------------------------------------- | ------------------------------------------------------- | --------------------------------------------------------------------------------------- | ------------------------ | -------------- |
| Železný Brod, Štefánikova 29 (Standort)             | Blockhaus Teprovsko                                     | Ackerbürgerhaus – Blockhaus Teprovsko                                                   | 16650/5-146 Info Katalog | weitere Bilder |
| Železný Brod, Nr. 57, Běliště (Standort)            | Haus Na Bělišti – Stadtmuseum                           | Ackerbürgerhaus – Blockhaus, ehem. Färberhaus „Na Bělišti“, jetzt Teil des Stadtmuseums | 16258/5-120 Info Katalog | weitere Bilder |
| Železný Brod, beim Museum Běliště Nr. 57 (Standort) | Statue des hl. Florian und des hl. Johannes von Nepomuk | Statue des hl. Florian und des hl. Johannes von Nepomuk                                 | 17216/5-140 Info Katalog | weitere Bilder |
| Železný Brod, beim Museum Běliště Nr. 57 (Standort) | Statue des hl. Johannes des Täufers                     | Statue des hl. Johannes des Täufers                                                     | 28240/5-141 Info Katalog | weitere Bilder |

### Horecká stráň (nördliche Vorstadt)
| Lage                                                           | Objekt                           | Beschreibung                                         | ÚSKP-Nr.                 | Bild           |
| -------------------------------------------------------------- | -------------------------------- | ---------------------------------------------------- | ------------------------ | -------------- |
| Železný Brod, nábřeží Obránců míru 208 (Standort)              | Haus Fotrovsko                   | Bauernhaus Fotrovsko – Blockhaus.                    | 13865/5-143 Info Katalog | weitere Bilder |
| Železný Brod, Horecká, Františka Balatky, Na stráni (Standort) | Zentrales Kreuz auf dem Friedhof | Kruzifix – zentrales Kreuz auf dem Friedhof          | 101391 Info Katalog      | weitere Bilder |
| Železný Brod, Šíbeňák, ul. Družstevní, am Friedhof (Standort)  | Bildstock                        | Bildstock südöstlich des Friedhofs                   | 16798/5-128 Info Katalog | weitere Bilder |
| Železný Brod, Šíbeňák (Standort)                               | Unterbau des ehemaligen Galgens  | Richtstätte, ehem. Galgen, davon nur eine Stützmauer | 45915/5-127 Info Katalog | weitere Bilder |

### Brodec (Brodetz, südliche Vorstadt)
| Lage                                             | Objekt                              | Beschreibung | ÚSKP-Nr.                  | Bild           |
| ------------------------------------------------ | ----------------------------------- | --- | ------------------------- | -------------- |
| Železný Brod (Brodec), Komenského 603 (Standort) | Kapelle der Böhmischen Brüder       | Kapelle der Böhmischen Brüder. Schützenchor an der Kapelle                                                               | 28749/5-5050 Info Katalog | weitere Bilder |
| Železný Brod, Na poušti (Standort)               | Kirche des hl. Johannes von Nepomuk | Kirche des hl. Johannes von Nepomuk (Wallfahrtskapelle) oberhalb der ul. Koberovská (am Wanderweg mit grünen Wegzeichen) | 34839/5-119 Info Katalog  | weitere Bilder |

## Bzí (Nabsel)
| Lage              | Objekt                | Beschreibung          | ÚSKP-Nr.                 | Bild           |
| ----------------- | --------------------- | --------------------- | ------------------------ | -------------- |
| Bzí (Standort)    | Dreifaltigkeitskirche | Dreifaltigkeitskirche | 36097/5-147 Info Katalog | weitere Bilder |
| Bzí 1 (Standort)  | Pfarrhaus             | Pfarrhaus             | 38847/5-148 Info Katalog | weitere Bilder |
| Bzí 58 (Standort) | Kaplanei              | Kaplanei              | 30669/5-149 Info Katalog | weitere Bilder |

## Horská Kamenice (Gebirgskamnitz)
| Lage                                                                                                 | Objekt            | Beschreibung | ÚSKP-Nr.                | Bild           |
| --- | ----------------- | --- | ----------------------- | -------------- |
| Horská Kamenice 1 (Standort)                                                                         | Bauernhaus        | Bauerngehöft, etwa 100 m südöstlich der Bushaltestelle | 34604/5-21 Info Katalog | weitere Bilder |
| Horská Kamenice 48 (Standort)                                                                        | Bauernhaus Nr. 48 | Bauerngehöft, etwa 100 m südwestlich der Bushaltestelle | 23025/5-22 Info Katalog | weitere Bilder |
| Horská Kamenice 13 (Standort)                                                                        | Bauernhaus Nr. 13 | Bauerngehöft, an der Straße im östlichen Teil des Dorfes | 22728/5-20 Info Katalog | weitere Bilder |
| Horská Kamenice 56 (Standort)                                                                        | Bauernhaus Nr. 56 | Bauerngehöft, an der Straße im östlichen Teil des Dorfes | 46188/5-19 Info Katalog | weitere Bilder |
| Horská Kamenice, lokalita U Matičky, an der Landstraße nach Jesenný südöstlich des Dorfes (Standort) | Marienstatue      | Sandsteinstatue der Muttergottes von Boskau am alten Pilgerweg nach Boskau zwischen zwei hohen Kastanienbäumen aus dem frühen 19. Jahrhundert, vermutlich von František Prokop aus Semily, am Sockel Reliefs des hl. Josef, des hl. Franziskus und der hl. Therese – Nachbildung des Gnadenbilds der Wallfahrtskirche Mariä Heimsuchung in Bozkov | 18991/5-23 Info Katalog | weitere Bilder |

## Hrubá Horka (Großhorka)
| Lage                                             | Objekt            | Beschreibung   | ÚSKP-Nr.                 | Bild           |
| ------------------------------------------------ | ----------------- | -------------- | ------------------------ | -------------- |
| Hrubá Horka 11 (Standort)                        | Bauernhaus Nr. 11 | Bauerngehöft   | 29512/5-154 Info Katalog | weitere Bilder |
| Hrubá Horka 12 (Standort)                        | Bauernhaus Nr. 12 | Bauerngehöft   | 19739/5-155 Info Katalog | weitere Bilder |
| Hrubá Horka 13 (Standort)                        | Bauernhaus Nr. 13 | Bauerngehöft   | 35175/5-156 Info Katalog | weitere Bilder |
| Hrubá Horka 31 (Standort)                        | Bauernhaus Nr. 31 | Bauerngehöft   | 19981/5-157 Info Katalog | weitere Bilder |
| Hrubá Horka 35 (Standort)                        | Bauernhaus Nr. 35 | Bauerngehöft   | 31281/5-158 Info Katalog | weitere Bilder |
| Hrubá Horka, am Weg nach Železný Brod (Standort) | Pietà-Skulptur    | Pietà-Skulptur | 15467/5-159 Info Katalog | weitere Bilder |

## Malá Horka (Kleinhorka)
| Lage                                                    | Objekt            | Beschreibung               | ÚSKP-Nr.                 | Bild           |
| ------------------------------------------------------- | ----------------- | -------------------------- | ------------------------ | -------------- |
| Malá Horka 26 (Standort)                                | Haus Nr. 26       | Bauernhaus                 | 26288/5-150 Info Katalog | weitere Bilder |
| Malá Horka 27 (Standort)                                | Bauernhaus Nr. 27 | Bauerngehöft, urspr. Nr. 3 | 17920/5-151 Info Katalog | weitere Bilder |
| Malá Horka, bei der Kapelle am Feuerwehrhaus (Standort) | Bildstock         | Bildstock                  | 24354/5-152 Info Katalog | weitere Bilder |

## Střevelná (Strewelna)
| Lage                                     | Objekt   | Beschreibung | ÚSKP-Nr.                | Bild           |
| ---------------------------------------- | -------- | ------------ | ----------------------- | -------------- |
| Střevelná, vor der Feuerwache (Standort) | Kruzifix | Kruzifix     | 33190/5-46 Info Katalog | weitere Bilder |